# Mopalia retifera
Mopalia retifera är en blötdjursart som beskrevs av Thiele 1909. Mopalia retifera ingår i släktet Mopalia och familjen Mopaliidae. Inga underarter finns listade i Catalogue of Life.